# Communauté de communes Vexin Centre
La communauté de communes Vexin Centre, est une communauté de communes française, située dans le département du Val-d'Oise en région Île-de-France.

## Historique
La communauté de communes Vexin Centre a été créée au 1er janvier 2013 par un arrêté préfectoral du 26 décembre 2012
Elle est issue de la fusion de la communauté de communes des Trois Vallées du Vexin, de la communauté de communes Val de Viosne et de la communauté de communes du Plateau du Vexin.
Le 1er janvier 2016, la commune de Berville, issue de la communauté de communes de la Vallée du Sausseron, rejoint la CC Vexin Centre.
Le 1er janvier 2018, Gadancourt fusionne au sein d'Avernes. Le 1er janvier 2024, Gouzangrez fusionne avec Commeny.

## Territoire communautaire

### Composition
En 2023, la communauté de communes est composée des 34 communes suivantes :

| Nom                   | Code Insee | Gentilé            | Superficie (km2) | Population (dernière pop. légale) | Densité (hab./km2) |
| --------------------- | ---------- | ------------------ | ---------------- | --------------------------------- | ------------------ |
| Vigny (siège)         | 95658      | Vignois            | 6,56             | 1 132 (2022)                      | 173                |
| Ableiges              | 95002      | Ableigeois         | 8,03             | 1 109 (2022)                      | 138                |
| Avernes               | 95040      | Avernois           | 17,15            | 866 (2022)                        | 50                 |
| Le Bellay-en-Vexin    | 95054      | Bellaysiens        | 5,02             | 219 (2022)                        | 44                 |
| Berville              | 95059      | Bervillois         | 8,51             | 370 (2022)                        | 43                 |
| Boissy-l'Aillerie     | 95078      | Buxeriens          | 6,53             | 2 114 (2022)                      | 324                |
| Bréançon              | 95102      | Bréançonnais       | 10,61            | 425 (2022)                        | 40                 |
| Brignancourt          | 95110      | Brignancourtois    | 3,06             | 243 (2022)                        | 79                 |
| Chars                 | 95142      | Charsiens          | 16,71            | 2 017 (2022)                      | 121                |
| Cléry-en-Vexin        | 95166      | Clérysiens         | 5,1              | 467 (2022)                        | 92                 |
| Commeny               | 95169      | Commenois          | 5,49             | 648 (2022)                        | 118                |
| Condécourt            | 95170      | Condécourtois      | 6,94             | 557 (2022)                        | 80                 |
| Cormeilles-en-Vexin   | 95177      | Cormeillois        | 9,56             | 1 294 (2022)                      | 135                |
| Courcelles-sur-Viosne | 95181      | Courcellois        | 3,61             | 307 (2022)                        | 85                 |
| Frémainville          | 95253      | Frémillons         | 5,61             | 502 (2022)                        | 89                 |
| Frémécourt            | 95254      | Frémécourtois      | 4,28             | 535 (2022)                        | 125                |
| Grisy-les-Plâtres     | 95287      | Grisyliens         | 7,15             | 706 (2022)                        | 99                 |
| Guiry-en-Vexin        | 95295      | Guériciens         | 6,16             | 151 (2022)                        | 25                 |
| Haravilliers          | 95298      | Haravillois        | 10,9             | 582 (2022)                        | 53                 |
| Le Heaulme            | 95303      | Heaulmois          | 1,96             | 206 (2022)                        | 105                |
| Longuesse             | 95348      | Longuessois        | 8,5              | 505 (2022)                        | 59                 |
| Marines               | 95370      | Marinois           | 8,26             | 3 508 (2022)                      | 425                |
| Montgeroult           | 95422      | Montgeroldien      | 4,97             | 350 (2022)                        | 70                 |
| Moussy                | 95438      | Moussyacois        | 4,75             | 111 (2022)                        | 23                 |
| Neuilly-en-Vexin      | 95447      | Néoviciens         | 2,96             | 238 (2022)                        | 80                 |
| Nucourt               | 95459      | Nucourtois         | 7,65             | 719 (2022)                        | 94                 |
| Le Perchay            | 95483      | Perchois           | 5,46             | 513 (2022)                        | 94                 |
| Sagy                  | 95535      | Sagyens ou Sasiens | 10,53            | 1 100 (2022)                      | 104                |
| Santeuil              | 95584      | Santeuillais       | 5,34             | 660 (2022)                        | 124                |
| Seraincourt           | 95592      | Seraincourtois     | 11,28            | 1 310 (2022)                      | 116                |
| Théméricourt          | 95610      | Théméricourtois    | 7,58             | 289 (2022)                        | 38                 |
| Theuville             | 95611      | Theuvillois        | 4,97             | 53 (2022)                         | 11                 |
| Us                    | 95625      | Ussois             | 10,98            | 1 331 (2022)                      | 121                |

### Démographie
| 1968   | 1975   | 1982   | 1990   | 1999   | 2009   | 2014   | 2020   |
| ------ | ------ | ------ | ------ | ------ | ------ | ------ | ------ |
| 14 338 | 15 604 | 17 576 | 20 147 | 22 227 | 23 502 | 24 585 | 24 861 |

## Administration

### Siège
La communauté a son siège 1 rue de Rouen à Vigny.

### Élus
La communauté de communes est administrée par son conseil communautaire, composé pour la mandature 2020-2026 de 52  conseillers communautaires, qui sont des conseillers municipaux  représentant chaque commune membre et répartis en fonction de leur population de la manière suivante : 

- 7 délégués pour Marines ; 

- 4 délégués pour Chars ; 

- 3 délégués pour Boissy-l'Aillerie et Cormeille-en-Vexin ; 

- 2 délégués pour Ableiges, Seraincourt, Us et Vigny;

- 1 délégué ou son suppléant pour les autres communes.

Au terme des élections municipales de 2020 dans le Val-d'Oise, le conseil communautaire restructuré du 16 juillet 2020 a réélu son président, Michel Guiard, maire de Boissy-l’Aillerie. Celui-ci ayant démissionné de ces fonctions, le conseil communautaire a élu le 29 septembre 2023 sa successeure, Nadine Ninot, maire de Marines, ainsi que ses onze vice-présidents, qui sont : 
1. Philippe Houdaille, maire de Moussy, chargé du pôle environnement et cadre de vie ;
2. Chrystelle Noblia, maire d'Avernes, chargé du pôle services à la population ;
3. Guy Paris, maire de Sagy, responsable du pôle entraide, ressources ;
4. Alain Mateos, maire de Montgeroult, chargé du pôle développement économique ;
5. Marcel Allègre, maire de Frémainville, chargé du pôle aménagement du territoire ;
6. Michel Razafimbelo, maire d'Haravilliers, chargé du pôle urbanisme, accessibilité ;

ainsi que : 
- Michel Bajard, maire-adjoint de Cormeilles-en-Vexin, vice-président spécialisé ressources en eau, GEMAPI ;
- Michel Finet, maire de Condécourt, vice-président spécialisé suivi des travaux ;
- Ludovic Bazot, maire du Bellay-en-Vexin, vice-président spécialisé sécurité ;
- Évelyne Bossu, maire de Chars, vice-présidente spécialisée équipements publics
- Florent Ambrosino, maire de Santeuil, vice-président spécialisé nouveaux projets.

### Liste des présidents
| Période       | Période                         | Identité      | Étiquette | Qualité |
| ------------- | ------------------------------- | ------------- | --------- | --- |
| janvier 2013  | 28/09/2022                      | Michel Guiard | DVD       | Maire de Boissy-l’Aillerie (2001 → ) Président de l'ex-CC Val de Viosne (2008 → 2013) Vice-président du PNR du Vexin français (2014 → ) Réélu pour le mandat 2020-2026, Démissionnaire |
| novembre 2023 | En cours (au 28 septembre 2023) | Nadine Ninot  | SE/DVG    | Enseignante en économie gestion au lycée professionnel du Vexin Maire de Marines (2018 → )                                                                                             |

### Compétences
L'intercommunalité exerce les compétences qui lui sont transférées par les communes membres, dans les conditions fixées par le code général des collectivités territoriales.

### Régime fiscal et budget
La Communauté de communes est un établissement public de coopération intercommunale à fiscalité propre.
Afin de financer l'exercice de ses compétences, l'intercommunalité perçoit la fiscalité professionnelle unique (FPU) – qui a succédé à la taxe professionnelle unique (TPU) – et assure une péréquation de ressources entre les communes résidentielles et celles dotées de zones d'activité.
Elle ne reverse pas de dotation de solidarité communautaire (DSC) à ses communes membres.

## Projets et réalisations
Conformément aux dispositions légales, une communauté de communes a pour objet d'associer des « communes au sein d'un espace de solidarité, en vue de l'élaboration d'un projet commun de développement et d'aménagement de l'espace ».